# Temporada 2014-2015 del FC Barcelona (femení)
La temporada 2014-15 és la 27a en la història del Futbol Club Barcelona, i la 18a temporada del club en la màxima categoria del futbol espanyol.

## Desenvolupament de la temporada
L'equip guanya la seva cinquena Copa Catalunya contra l'Espanyol 4-0.
Les jugadores es proclamen campiones de lliga per quarta vegada consecutiva, a la Copa de la Reina assoleix les semifinals i l'aventura europea arriba als vuitens de final de la Lliga de Campions.

## Jugadores i cos tècnic

### Plantilla
La plantilla i el cos tècnic del primer equip per a l'actual temporada són els següents:
| N. | Pos. | Nac. | Jugador                    |
| -- | ---- | --- | -------------------------- |
| 1  | POR  | [[Fitxer:Flag of Catalonia.svg\|23x15px\|border \|alt=Catalunya\|link=Selecció de futbol de Catalunya\|{{#if:\|]]                              | Laura Ràfols               |
| 2  | DEF  | [[Fitxer:Flag of Catalonia.svg\|23x15px\|border \|alt=Catalunya\|link=Selecció de futbol de Catalunya\|{{#if:\|]]                              | Núria Garrote              |
| 3  | DEF  | [[Fitxer:Flag of the Valencian Community (2x3).svg\|23x15px\|border \|alt=País Valencià\|link=Selecció de futbol del País Valencià\|{{#if:\|]] | Ruth García                |
| 4  | DEF  | [[Fitxer:Flag of Spain.svg\|23x15px\|border \|alt=Espanya\|link=Selecció de futbol d'Espanya\|{{#if:\|]]                                       | Marta Unzué                |
| 5  | DEF  | [[Fitxer:Flag of Spain.svg\|23x15px\|border \|alt=Espanya\|link=Selecció de futbol d'Espanya\|{{#if:\|]]                                       | Melanie Serrano            |
| 6  | DEF  | [[Fitxer:Flag of Catalonia.svg\|23x15px\|border \|alt=Catalunya\|link=Selecció de futbol de Catalunya\|{{#if:\|]]                              | Esther Romero              |
| 7  | DAV  | [[Fitxer:Flag of Catalonia.svg\|23x15px\|border \|alt=Catalunya\|link=Selecció de futbol de Catalunya\|{{#if:\|]]                              | Marta Corredera            |
| 8  | MIG  | [[Fitxer:Flag of Catalonia.svg\|23x15px\|border \|alt=Catalunya\|link=Selecció de futbol de Catalunya\|{{#if:\|]]                              | Miriam Diéguez de Oña      |
| 9  | MIG  | [[Fitxer:Flag of Catalonia.svg\|23x15px\|border \|alt=Catalunya\|link=Selecció de futbol de Catalunya\|{{#if:\|]]                              | Vicky Losada (fins 1/3/15) |
| 10 | DAV  | [[Fitxer:Flag of Spain.svg\|23x15px\|border \|alt=Espanya\|link=Selecció de futbol d'Espanya\|{{#if:\|]]                                       | Sonia Bermúdez             |
| 11 | DAV  | [[Fitxer:Flag of Catalonia.svg\|23x15px\|border \|alt=Catalunya\|link=Selecció de futbol de Catalunya\|{{#if:\|]]                              | Alexia Putellas            |
| 12 | MIG  | [[Fitxer:Flag of Catalonia.svg\|23x15px\|border \|alt=Catalunya\|link=Selecció de futbol de Catalunya\|{{#if:\|]]                              | Pilar Garrote              |

| N. | Pos. | Nac. | Jugador                  |
| -- | ---- | --- | ------------------------ |
| 14 | MIG  | [[Fitxer:Flag of the Valencian Community (2x3).svg\|23x15px\|border \|alt=País Valencià\|link=Selecció de futbol del País Valencià\|{{#if:\|]] | Gemma Gili               |
| 15 | DAV  | [[Fitxer:Flag of the Balearic Islands.svg\|23x15px\|border \|alt=Illes Balears\|link=Selecció de futbol de les Illes Balears\|{{#if:\|]]       | Mariona Caldentey        |
| 16 | MIG  | [[Fitxer:Flag of Spain.svg\|23x15px\|border \|alt=Espanya\|link=Selecció de futbol d'Espanya\|{{#if:\|]]                                       | Andrea Falcón            |
| 17 | MIG  | [[Fitxer:Flag of Spain.svg\|23x15px\|border \|alt=Espanya\|link=Selecció de futbol d'Espanya\|{{#if:\|]]                                       | Ana María Romero "Willy" |
| 18 | DEF  | [[Fitxer:Flag of Catalonia.svg\|23x15px\|border \|alt=Catalunya\|link=Selecció de futbol de Catalunya\|{{#if:\|]]                              | Marta Torrejón           |
| 19 | DAV  | [[Fitxer:Flag of Spain.svg\|23x15px\|border \|alt=Espanya\|link=Selecció de futbol d'Espanya\|{{#if:\|]]                                       | Jennifer Hermoso         |
| 20 | MIG  | [[Fitxer:Flag of Catalonia.svg\|23x15px\|border \|alt=Catalunya\|link=Selecció de futbol de Catalunya\|{{#if:\|]]                              | Cristina Baudet          |
| 21 | DEF  | [[Fitxer:Flag of the Balearic Islands.svg\|23x15px\|border \|alt=Illes Balears\|link=Selecció de futbol de les Illes Balears\|{{#if:\|]]       | Virginia Torrecilla      |
| 22 | MIG  | [[Fitxer:Flag of Spain.svg\|23x15px\|border \|alt=Espanya\|link=Selecció de futbol d'Espanya\|{{#if:\|]]                                       | Sandra Hernández         |
| 23 | DEF  | [[Fitxer:Flag of the Basque Country.svg\|23x15px\|border \|alt=País Basc\|link=Selecció de futbol del País Basc\|{{#if:\|]]                    | Leire Landa              |
| 25 | POR  | [[Fitxer:Flag of England.svg\|23x15px\|border \|alt=Anglaterra\|link=Selecció de futbol d'Anglaterra\|{{#if:\|]]                               | Chelsea Ashurst          |

#### Altes
Leire Landa, Sandra Hernández, Cristina Baudet, Mariona Caldentey.

#### Baixes
Jelena Čanković, Carol Férez, Kenti Robles i Laura Gómez.

### Cos tècnic
- Entrenador:  Xavi Llorens

## Partits
Victòria       Empat       Derrota

### Cotif
| 17 d'agost de 2014 | València Fèmines Club de Futbol | 0-3 | FC Barcelona (femení)                                                           | Alcúdia, Comunitat Valenciana                                   |  |
| Semifinals         |                                 |     | 0-1, Alexia Putellas (9'); 0-2 Nuria Garrote (48'); 0-3 Mariona Caldentey (52') | Estadi Municipal Els Arcs Comunitat Valenciana · Rubén García · |  |

| 20 d'agost de 2014 | FC Barcelona (femení) | 1-0 | Llevant Unió Esportiva (femení) | Alcúdia, Comunitat Valenciana                                 |  |
| Final              |                       |     | 1-0, Jennifer Hermoso (37')     | Estadi Municipal Els Arcs Comunitat Valenciana · Ángel Saúl · |  |

### Copa Catalunya
| 29 d'agost de 2014 | FC Barcelona (femení) | 9-1 | CE Europa (femení) | Sant Joan Despí, Catalunya                                         |  |
| Semifinals         | 1-0 Ana Maria Romero (4'), 2-0 Ana Maria Romero (15'), 3-0 Gema Gili (18'), 4-1 Ana Maria Romero (43'), 5-1 Alèxia Putellas (48'), 6-1 Cristina Baudet (58'), 7-1 Cristina Baudet (69'), 8-1 Gema Gili (75'), 9-1 Pilar Garrote (87') |     | 3-1 Kaky (39')     | Municipal de Les Planes Catalunya · Victòria Petrova Borislavova · |  |

| 31 d'agost de 2014 | FC Barcelona (femení)                                                 | 4-0 | Reial Club Deportiu Espanyol de Barcelona | Sant Joan Despí, Catalunya                                  |  |
| Final              | 1-0 Willy (28'), 2-0 Virginia (32'), 3-0 Willy (45'), 4-0 Pilar (76') |     |                                           | Municipal de Les Planes Catalunya · Ainara Acevedo Dudley · |  |

### Lliga
| 7 de setembre de 2014 | FC Barcelona (femení)                   | 2-0 | UD Collerense | Sant Joan Despí, Catalunya                              |  |
| Jornada 1             | 1-0 Alexia 20', 2-0 Marta Corredera 45' |     |               | Ciutat Esportiva Joan Gamper Catalunya · Sánchez Rico · |  |

| 20 de setembre de 2014 | València Fèmines Club de Futbol | 2-1 | FC Barcelona (femení)   | Paterna, Comunitat Valenciana                                          |  |
| Jornada 2              | 1-0 Monforte 45', 2-0 Carol 47' |     | 2-1 Marta Corredera 50' | Ciutat Esportiva de Paterna Comunitat Valenciana · Julio Mena Gimeno · |  |

| 28 de setembre de 2014 | FC Barcelona (femení)                                                         | 4-0 | Santa Teresa CD | Sant Joan Despí, Catalunya                             |  |
| Jornada 3              | 1-0 Marta Corredera 17', 2-0 Marta Corredera 38', 3-0 Willy 53', 4-0 Soni 54' |     |                 | Ciutat Esportiva Joan Gamper Catalunya · Soler Pérez · |  |

| 4 d'octubre de 2014 | Club Esportiu Sant Gabriel | 0-3 | FC Barcelona (femení)                                 | Sant Adrià de Besòs, Catalunya                       |  |
| Jornada 4           |                            |     | 0-1 Vicky Losada 18', 0-2 Sandra 80', 0-3 Mariona 82' | José Luis Ruiz Casado Catalunya · Carlos Rodríguez · |  |

| 12 d'octubre de 2014 | FC Barcelona (femení) | 8-0 | Fundación Albacete | Sant Joan Despí, Catalunya                                  |  |
| Jornada 5            | 1-0 Soni 12', 2-0 Vicky Losada 21', 3-0 Soni 27', 4-0 Soni 42', 5-0 Willy 77', 6-0 Mariona 79', 7-0 Baudet 81', 8-0 Willy 90' |     |                    | Ciutat Esportiva Joan Gamper, Catalunya · Brian Díaz Díaz · |  |

| 19 d'octubre de 2014 | Sporting Club de Huelva | 0-4 | FC Barcelona (femení)                                       | Huelva, Andalusia                             |  |
| Jornada 6            |                         |     | 0-1 Willy 6', 0-2 Soni 34', 0-3 Jenni 78', 0-4 Torrejón 81' | La Orden Andalusia · Carlos Hidalgo Márquez · |  |

| 1 de novembre de 2014 | FC Barcelona (femení)                              | 3-0 | Llevant Unió Esportiva (femení) | Sant Joan Despí, Catalunya                                       |  |
| Jornada 7             | 1-0 Vicky Losada 59', 2-0 Gemma 90', 3-0 Willy 93' |     |                                 | Ciutat Esportiva Joan Gamper Catalunya · Óscar Sauleda Torrent · |  |

| 20 de desembre de 2014 | Rayo Vallecano (femení) | 0-1 | FC Barcelona (femení) | Madrid, Comunitat de Madrid                                                                   |  |
| Jornada 8              |                         |     | 0-1 Torrejón 42'      | Ciudad Deportiva Fundación Rayo Vallecano Comunitat de Madrid · Eduardo Barranquero Sánchez · |  |

| 16 de novembre de 2014 | FC Barcelona (femení) | 1-0 | Atlético de Madrid (femení) | Sant Joan Despí, Catalunya                                     |  |
| Jornada 9              |                       |     |                             | Ciutat Esportiva Joan Gamper Catalunya · Alejandro Fernández · |  |

| 30 de novembre de 2014 | Reial Societat (femení) | 0-2 | FC Barcelona (femení)            | Zubieta, País Basc                                      |  |
| Jornada 10             |                         |     | 0-1 Mariona 83', 0-2 Mariona 93' | Instal·lacions de Zubieta País Basc · Mosqueira Antón · |  |

| 6 de desembre de 2014 | FC Barcelona (femení)                                    | 4-0 | Athletic Club de Bilbao (femení) | Sant Joan Despí, Catalunya                                     |  |
| Jornada 11            | 1-0 Soni 6', 2-0 Alexia 41', 3-0 Soni 55', 4-0 Jenni 77' |     |                                  | Ciutat Esportiva Joan Gamper Catalunya · Raúl Calle Martínez · |  |

| 14 de desembre de 2014 | Sevilla FC (femení) | 0-3 | FC Barcelona (femení)                                | Sevilla, Espanya                                                          |  |
| Jornada 12             |                     |     | 0-1 Vicky Losada 46', 0-2 Soni 68', 0-3 Torrejón 87' | Ciudad Deportiva Cisneros Palacios Andalusia · Miguel Fernández Delgado · |  |

| 26 d'octubre de 2014 | FC Barcelona (femení)                                                                | 5-1 | Oviedo Moderno | Sant Joan Despí, Catalunya                                          |  |
| Jornada 13           | 1-0 Jenni 15', 2-0 Jenni 47', 3-0 Jenni 48', 4-0 Ruth 73', 5-1 Vicky Losada 85' (p.) |     |                | Ciutat Esportiva Joan Gamper Catalunya · Juan Manuel Martín Varas · |  |

| 22 de novembre de 2014 | FC Barcelona (femení)                                                    | 4-0 | Zaragoza Club de Fútbol Femenino | Sant Joan Despí, Catalunya                                 |  |
| Jornada 14             | 1-0 Marta Corredera 6', 2-0 Clara 20' (pp), 3-0 Jenni 30', 4-0 Jenni 52' |     |                                  | Ciutat Esportiva Joan Gamper Catalunya · Bertomeu García · |  |

| 10 de gener de 2015 | RCD Espanyol (femení) | 0-4 | FC Barcelona (femení)                                   | Sant Adrià del Besòs, Catalunya                                |  |
| Jornada 15          |                       |     | 0-1 Soni 9', 0-2 Willy 14', 0-3 Soni 15', 0-4 Unzué 62' | Ciutat Esportiva de Sant Adrià Catalunya · Pere Barceló Roca · |  |

| 18 de gener de 2015 | UD Collerense | 0-1 | FC Barcelona (femení) | Palma, Illes Balears                                                               |  |
| Jornada 16          |               |     | 0-1 Mariona 86'       | Camp Municipal Coll d'en Rebassa Ca'n Caimari Illes Balears · José García Ferrer · |  |

| 24 de gener de 2015 | FC Barcelona (femení)   | 1-2 | València Fèmines Club de Futbol      | Sant Joan Despí, Catalunya                                         |  |
| Jornada 17          | 1-0 Marta Corredera 64' |     | 1-1 Mari Paz 70' (p.), 1-2 Carol 84' | Ciutat Esportiva Joan Gamper Catalunya · Carlos Ferrero Mansilla · |  |

| 1 de febrer de 2015 | Santa Teresa Club Deportivo | 0-4 | FC Barcelona (femení)                                                       | Badajoz, Extremadura                                    |  |
| Jornada 18          |                             |     | 0-1 Torrejón 6', 0-2 Vicky Losada 31', 0-3 Vicky Losada 77', 0-4 Alexia 84' | El Vivero Extremadura · Manuel Ángel Oliveira Vázquez · |  |

| 14 de febrer de 2015 | FC Barcelona (femení)                                                     | 5-0 | Club Esportiu Sant Gabriel | Sant Joan Despí, Catalunya                                    |  |
| Jornada 19           | 1-0 Alexia 32', 2-0 Soni 59', 3-0 Jenni 71', 4-0 Willy 76', 5-0 Gemma 86' |     |                            | Ciutat Esportiva Joan Gamper Catalunya · David García Rosel · |  |

| 22 de febrer de 2015 | Fundación Albacete | 0-2 | FC Barcelona (femení)                | Albacete, Castella - la Manxa                                       |  |
| Jornada 20           |                    |     | 0-1 Marta Corredera 3', 0-2 Soni 27' | Ciudad Deportiva Andrés Iniesta Castella - la Manxa · Ruiz Alonso · |  |

| 1 de març de 2015 | FC Barcelona (femení) | 7-0 | Sporting Huelva | Sant Joan Despí, Catalunya                                        |  |
| Jornada 21        | 1-0 Ruth 10', 2-0 Soni 21', 3-0 Marta Corredera 30', 4-0 Soni 41', 5-0 Marta Corredera 63', 6-0 Willy 82', 7-0 Willy 87' |     |                 | Ciutat Esportiva Joan Gamper Catalunya · Jordi Molina Fernández · |  |

| 8 de març de 2015 | Llevant Unió Esportiva (femení) | 1-2 | FC Barcelona (femení)        | València, Comunitat Valenciana                                     |  |
| Jornada 22        | 1-2 Alharilla 67'               |     | 0-1 Ruth 8', 0-2 Mariona 59' | Poliesportiu de Nazaret Comunitat Valenciana · Julio Mena Gimeno · |  |

| 15 de març de 2015 | FC Barcelona (femení)                                     | 3-1 | Rayo Vallecano (femení) | Sant Joan Despí, Catalunya                             |  |
| Jornada 23         | 1-0 Melanie Serrano 11', 2-0 Mariona 13', 3-1 Mariona 48' |     | 2-1 Jade 35' (p.)       | Ciutat Esportiva Joan Gamper Catalunya · Vico Moreno · |  |

| 22 de març de 2015 | Atlético de Madrid (femení) | 1-1 | FC Barcelona (femení) | Majadahonda, Comunitat de Madrid                           |  |
| Jornada 24         | 1-0 Esther 11'              |     | 1-1 Soni 34'          | Cerro del Espino Comunitat de Madrid · Roberto Carralero · |  |

| 29 de març de 2015 | FC Barcelona (femení)                         | 3-0 | Reial Societat (femení) | Sant Joan Despí, Catalunya                                 |  |
| Jornada 25         | 1-0 Mariona 11', 2-0 Soni 45', 3-0 Alexia 67' |     |                         | Ciutat Esportiva Joan Gamper Catalunya · Calderiña Pavón · |  |

| 4 d'abril de 2015 | Athletic Club de Bilbao (femení) | 1-0 | FC Barcelona (femení) | Lezama, País Basc                                     |  |
| Jornada 26        | 1-0 Erika Vázquez 95'            |     |                       | Instal·lacions de Lezama País Basc · Pardo Saavedra · |  |

| 12 d'abril de 2015 | FC Barcelona (femení) | 8-0 | Sevilla FC (femení) | Sant Joan Despí, Catalunya                                                 |  |
| Jornada 27         | 1-0 Soni 3', 2-0 Marta Corredera 15', 3-0 Jenni 26', 4-0 Soni 27', 5-0 Soni 31', 6-0 Marta Corredera 52', 7-0 Mariona 54', 8-0 Soni 91 |     |                     | Ciutat Esportiva Joan Gamper Catalunya · Vicente Alexandre Muñoz Baquero · |  |

| 19 d'abril de 2015 | Oviedo Moderno | 0-0 | FC Barcelona (femení) | Oviedo, Astúries                                    |  |
| Jornada 28         |                |     |                       | Manuel Díaz Vega Astúries · Pablo Fernández Pérez · |  |

| 26 d'abril de 2015 | Zaragoza Club de Fútbol Femenino | 0-4 | FC Barcelona (femení)                                        | Saragossa, Aragó                           |  |
| Jornada 29         |                                  |     | 0-1 Soni 23', 0-2 Baudet 60', 0-3 Sandra 76', 0-4 Baudet 84' | Pedro Sancho Aragó · Andrés Armando Ramo · |  |

| 2 de maig de 2015 | FC Barcelona (femení)                        | 3-0 | Reial Club Deportiu Espanyol de Barcelona | Sant Joan Despí, Catalunya                                           |  |
| Jornada 30        | 1-0 Alexia 5', 2-0 Soni 25', 3-0 Mariona 45' |     |                                           | Ciutat Esportiva Joan Gamper Catalunya · Alejandro Fernández Pérez · |  |

### Lliga de Campiones
| 8 d'octubre de 2014 | SK Slavia Praga (femení) | 0-1 | FC Barcelona (femení) | Praga, República Txeca                       |  |
| 1/16 anada          |                          |     | 0-1 Ruth 82'          | Eden Arena República Txeca · Kateryna Zora · |  |

| 15 d'octubre de 2015 | FC Barcelona (femení)                         | 3-0 | SK Slavia Praga (femení) | Barcelona, Catalunya                   |  |
| 1/16 tornada         | 1-0 Alexia 20', 2-0 Sonia 27', 3-0 Romero 57' |     |                          | Mini Estadi Catalunya · Sara Persson · |  |

| 8 de novembre de 2014 | FC Barcelona (femení) | 0-1 | Bristol City FC (femení) | Barcelona, Catalunya                         |  |
| 1/8 anada             |                       |     | 0-1 Corredera 26' (pp)   | Mini Estadi Catalunya · Cristina Dorcioman · |  |

| 13 de novembre de 2014 | Bristol City FC (femení) | 1-1 | FC Barcelona (femení) | Bristol, Anglaterra                                       |  |
| 1/8 tornada            | 1-1 Watts 83 (p.)        |     | 0-1 Losada 40'        | Ashton Gate Stadium Anglaterra · Anastasia Pustovoitova · |  |

### Copa de la Reina
| 10 de maig de 2015 | FC Barcelona (femení)                                        | 4-0 | Llevant Unió Esportiva (femení) | Torrelodones, Comunitat de Madrid                       |  |
| 1/4 final          | 1-0 Soni 21', 2-0 Mariona 73', 3-0 Willy 80', 4-0 Sandra 85' |     |                                 | Julián Ariza Comunitat de Madrid · Beatriz Gil Gozalo · |  |

| 15 de maig de 2015 | València Fèmines Club de Futbol | 1-0 | FC Barcelona (femení) | Melilla, Melilla                                 |  |
| Semifinals         | 1-0 Carol 39'                   |     |                       | Álvarez Claro Melilla · Ángel Ibáñez Gutiérrez · |  |

### Torneig de Getxo
| 6 de juny de 2015 | Athletic Club de Bilbao (femení) | 0-1 | FC Barcelona (femení) | Getxo, País Basc                |  |
| Triangular        |                                  |     |                       | Municipal de Fadura País Basc · |  |

| 6 de juny de 2015 | València Fèmines Club de Futbol | 0-1 | FC Barcelona (femení) | Getxo, País Basc                |  |
| Triangular        |                                 |     |                       | Municipal de Fadura País Basc · |  |

| 7 de juny de 2015 | FC Barcelona (femení) | 1-0 | València Fèmines Club de Futbol | Getxo, País Basc                |  |
| Final             |                       |     |                                 | Municipal de Fadura País Basc · |  |